# Spinaeschna tripunctata
Spinaeschna tripunctata är en trollsländeart som först beskrevs av Martin 1901.  Spinaeschna tripunctata ingår i släktet Spinaeschna och familjen mosaiktrollsländor. Inga underarter finns listade i Catalogue of Life.